# Lébous
Les Lébous constituent une communauté au Sénégal. Traditionnellement pêcheurs mais aussi agriculteurs, ils sont concentrés dans la presqu'île du Cap-Vert (Dakar) qu'ils occupent déjà à l'arrivée des premiers colons dans la région. Ils parlent le wolof et sont un sous-groupe de l'ethnie wolof,. Ils sont désormais majoritairement musulmans, mais ont conservé des pratiques issues de leur religion traditionnelle.

## Distribution géographique
Selon le recensement de 1988 au Sénégal, les Lébous étaient 56 758, sur une population totale de 6 773 417 habitants, soit 0,8 %. D'après d'autres sources, leur nombre est estimé à 90 000.
Ils sont essentiellement présents sur la presqu'île du Cap-Vert, mais de façon générale, on les trouve sur tout le littoral entre la Petite-Côte et la ville de Saint-Louis.

## Histoire
L'histoire ancienne des Lébous a été un sujet de débat depuis plusieurs décennies. Selon certains historiens afrocentristes comme le professeur Cheikh Anta Diop et d'autres, ils ont migré de l'Égypte ancienne,,,, mais cette théorie, admise par beaucoup aujourd'hui, a été rejetée par des historiens occidentaux comme le professeur Schuh.
Les Lébous sont généralement classés avec les Wolofs à cause de la culture et de la langue. Ils ont été les porteurs d'origine de la langue wolof. Selon certains[Qui ?], le mot "Wolof" était originellement utilisé pour désigner les habitants de Lof « waa-lof » (Wolof : « le peuple de Lof »). Les Lébous présentent plusieurs lignées - précisément douze[réf. nécessaire] - comme les Waneer, les Youkab, les Your, les Khagane, les Ai, les Diassirator, les Deunguagne, les Beigne, les Dorobé, les Khonkhabop, les Dindire, les Soumbar. Ces lignées sont des appartenances déterminées par l'ascendance matrilinéaire. Les fonctions politico-administratives sont remplies par des lignées différentes pour éviter la concentration des pouvoirs entre les mains d'une même famille. Ainsi le jaaraf est le chef de village, le Ndey jambur est le président de l'assemblée des jambur, le Saltigué est le chef de guerre et le Ndey ji Réeww est le porte parole des populations. Avec l'islam et l'indépendance, en 1790, de la communauté lébou vis-à-vis du royaume du Cayor durant le règne du Damel Amary Ngoné Ndella Coumba Fall, est née une petite république (République lébou) gouvernée par le Serigne Ndakaru, à l'origine chargé de rendre la justice selon le coran. Après l'indépendance, les choses évoluant, les fonctions politico-administratives s'organisent en un véritable gouvernement dont le serigne ndakaru est le président de la république, le ndey yi réew, premier ministre, le Ndéyi jambur, président de l'assemblée des jambur, le jaaraf, ministre des finances et de l'agriculture,le Saltigué, ministre de la sécurité intérieure et extérieure, l'imam Ratib, ministre du culte, le Xaali ou khali ministre de la justice, le Baargéej, le ministre de la pêche et le ndey ji frey président de l'assemblée des frey.
Le gouvernement lébou de la république lébou est assisté par une assemblée législative de 36 jambur par penc. L'Assemblée des frey (jeunes élus) prend en charge la réalisation effective des décisions du gouvernement ainsi que les grands travaux.
Traditionnellement, les Lébous sont des pêcheurs. Bien que certains d'entre eux soient des agriculteurs, ils sont plus connus pour leurs activités de pêche que pour l'agriculture. Comme les habitants d'origine du Cap-Vert, ils ont tendance à posséder des terres à Dakar et sont généralement aisés[réf. nécessaire]. Lorsque les Portugais commencèrent à s'établir sur l'île de Gorée en 1444, ils en expulsent de force la population lébou. Pendant des siècles, les Lébous tentent d'obtenir leur indépendance des Portugais, des Français, des royaumes wolofs et sérères qui essaient de les dominer. En 1790, la communauté lébou obtient son indépendance du royaume wolof du Cayor durant le règne du damel Amary Ngoné Ndella Fall, le roi du Cayor. Leur indépendance acquise, ils créent une petite république (République lébou) gouvernée par une lignée de religieux musulmans, appelé le Serin Ndakarou. Le premier Serin Ndakarou a été l'Imam Dial Diop (1795 - 1815) Cette république est divisée en plusieurs communautés avec leurs propres assemblées communales, telles que Yoff, Ouakam, Ngor, Hann, Gueule-Tapée, Niaye Thioker, qui existaient bien avant la création de Dakar avec un partage des pouvoirs entre le Grand Serigne (maître coranique), chef supérieur de la Communauté (Seriñ Ndakaaru), le Parlement national et les assemblées locales (les douze peñc de Dakar). Le poste de Serin Ndakarou a été créé en 1790, mais le premier grand Serin est Dially Ngoné est nommé en 1795 pour exercer les rôles de maître coranique et de juge .Le Serin Ndakarou est maintenant reconnu par le gouvernement Sénégalais comme le chef des Lébous,.

En 1859, l'administration française au Sénégal, dirigée par le gouverneur Louis Faidherbe est engagée dans une guerre avec le royaume sérère du Sine, sous le règne de Maad a Sinig Coumba Ndoffène Famak Diouf, roi du Sine de 1853 à 1871. L'administration française veut révoquer tous les traités signés avec les rois sérères qui l'oblige à payer des taxes à la Couronne. Le gouverneur Faidherbe veut introduire un nouveau traité abolissant ainsi les taxes. Le roi du Sine Coumba Ndoffène Famak Diouf refuse les nouveaux termes de Faidherbe. Pour exercer son autorité, Faidherbe lance une guerre contre le royaume du Sine. Il arrive à Gorée avec 200 tirailleurs et fusiliers et invite les habitants de Gorée à le rejoindre. À Rufisque et Dakar, il rassemble les Lébous dont il déclare qu'ils : 

« ... étaient Français, et que pour cette raison qu'ils avaient à prendre les armes pour se joindre à nous et participer à l'expédition que nous allions faire contre leurs voisins afin d'obtenir réparation pour les torts que ces gens avaient fait pour nous. »

À la bataille de Logandème (18 mai 1859), Maad a Sinig Coumba Ndoffène Famak et son armée sont défaits. Sous les ordres du Faidherbe, {{pas clairFatick est brûlé à la croissance}},.
Pendant la période coloniale, l'administration française accorde l'auto-gouvernance à la communauté lébou, un droit qu'elle conserve à ce jour. Blaise Diagne, qui avait un père lébou, courtise les aînés lébous lors de ses campagnes électorales. Blaise Diagne plaide pour l'abolition de la taxe d'entrée et l'indemnisation des communautés lébous dont les terres ont été confisquées pour construire Dakar.
C'est Matar Diop dit Eliman, un imam de Dakar du début du XIXe siècle, qui autorisa la création du cimetière de Bel-Air à Dakar en 1820 à la demande des signares de Gorée. C'est encore lui qui permit aux congrégations catholiques de prendre pied à Dakar à la demande de la signare Anna Colas Pépin, nièce de Anne Pépin, résidant à Gorée.
Les Diop lébous sont à l'origine une famille wolof venue du nord du Cayor, la région du Ndiambour. Ce sont eux qui ont pris le commandement de l'état lébou au XIXe siècle. Dial Diop était l'un d'eux. Les Diop étaient issus d'une dynastie noble du Cayor, les Diobène.
Le chef de la communauté léboue de Dakar est le grand serigne : l'actuel est le serigne Abdoulaye Makhtar Diop. De plus, l'imam Ratib de la Grande Mosquée de Dakar est traditionnellement issu de la communauté léboue.

## La résistance des Lébous de la presqu'île du Cap-Vert
D'après la tradition orale, les Lébous seraient venus s'installer, après un long voyage qui les mena de l'Égypte à l'océan Atlantique, dans la région du Cayor. Chaque année, chaque village lébou apportait un tribut de sable fin, de coquillages, de poisson séché et de sel au damel (roi) du Cayor. Lorsque ce fut le tour du village de Bargny, alors dirigé par le diaraf (chef de village) Ballobé Diop (aussi nommé Dial Diop), ce dernier refusa de payer le tribut, en rappelant que les Lébous ne reconnaissent aucun roi et que c'est pour cette raison même qu'ils avaient quitté le territoire de leurs ancêtres. Le damel du Cayor, Damel Amary Ngoné Ndella Coumba Fall (appelé plus haut dans cet article Amary Ngoné Ndella Coumba) aurait alors déclaré la guerre au village de Bargny. Comme il n'y avait pas de guerriers au village, les anciens allèrent consulter le génie Ndogal dans la forêt de Bahadiah. On dit que bien que l'armée de Bargny fût cinq fois inférieure à celle du Cayor, elle remporta la bataille, aidée par des nuages d'abeilles qui s'attaquèrent aux troupes du roi Amary Ngoné Ndella Coumba et laissèrent miraculeusement en vie les habitants de Bargny. Aussitôt après la bataille, Ballobé Diop décida que le territoire des Lébous s'étendrait pour toujours des dunes de sable jaune de Diander aux collines jumelles de Ouakam, et de l’île de Ngor aux falaises rouges de Dialaw.
Contrairement à une idée reçue, la république lébou n'existe pas et n’a jamais existé. En effet, une république suppose un pouvoir central et des lois communes. Or il n’existe pas de chef supérieur, chaque village étant autonome avec sa propre administration, aucun ne prévalant sur un autre ; même si l’organisation sociale est à peu près identique partout : diaraf, conseil des notables, des jeunes, conservateur des terres, tous élus démocratiquement mais sans privilèges ni distinctions d’aucune sorte, conseil des anciens auquel on accédait par son âge, sa sagesse et ses connaissances occultes. À la suite de sa victoire sur le royaume du Cayor, Ballobé Diop aurait déclaré aux autres chefs de village venus le proclamer roi : « Les Lébous n’ont pas besoin d’un damel (roi), mais de solidarité entre eux. Nos terres sont vastes et fertiles, nos forêts sont giboyeuses, la mer est là, toujours généreuse, chaque village se suffit à lui-même. Nous sommes tous parents. En cas de difficulté, aidons-nous les uns les autres. Retournez chez vous, dirigez vos villages dans la concertation, la justice, la paix et que votre autorité ne soit pas lourde. Que le frère cadet suive son frère aîné, que les suive son père ».

## Langue
Les Lébous parlent le wolof.

## Patronymes
Cette population particulière a activement participé au développement de Dakar. On trouve des patronymes de grandes familles lébous parmi les fondateurs de capitale.
Parmi les noms de familles souvent portés par les Lébous, on relève notamment : Paye, N'Doye, Wade, Mbaye, Boye, Diene, Niang,Thiaw, Gueye, M'Bengue, Pouye, N'Dir, Yade, Bakhoum, Diagne, Samb, Nguirane, Mangane, Fall, Thiombane, Thiome, Thiandoume, Loum, Seck (originaire de Mbao, un des plus anciens villages de la presqu'île du Cap-Vert, dont le nom vient de Mbao Seck, le premier à s'y installer ,). C'est ainsi qu'on retrouve les patronymes Gueye, M'Bengue, Gaye, Samb, N'Diaye et Diop.

## Valeurs, traditions, croyances
Les traditions restent vives dans la communauté lébou. En effet, conformément à la tradition spirituelle, certaines maladies mentales continuent d'être traitées chez les Lébous par des cérémonies rituelles de guérison, telles que le Ndëp. Dans la religion traditionnelle, les tuur et les rab, sont des principes importants. Ce sont soit les âmes des ancêtres (tuur), soit des forces occultes, propriétaires d'un lieu le plus souvent, mais dont personne ne connait l'histoire (rab). Pour pouvoir habiter un lieu où vit un rab, il fallait des rites et cérémonies religieuses préalables, afin d'établir une harmonie entre la communauté, et toutes ces forces de la création, issues du plan divin. Pour que cette harmonie cosmique puissent perdurer, divers lieux de cultes étaient préparés à cet effet, appelés Xamb en langue Wolof. Seuls les initiés prêtres et prêtresses avaient accès aux Xamb. Les initiés portent le nom de Saltigué. La cérémonie du Ndëp possède une corporation de prêtresses spécialisées, appelées Ndëpkat. Le nom Tuur est souvent précédé de Mame qui signifie ancêtre. Mame Gana Diop ou Mame N'Diaré, ayant marqué la vie de leur communauté de leur vivants font partie des âmes ancestrales de Yoff, à qui les yoffois adressent des prières d'hommages. À Rufisque, Tenguedj en Wolof, Mame Couba Lamba est une ancêtre, âme protectrice de ce lieu. Seuls les ancêtres méritants, ayant marqué la vie de la communauté, ou été en adéquation avec les préceptes divins, sont considérés comme tels. Dieu, que les lebous appellent désormais Yallah, sous l'influence de l'islam, est invoqué quotidiennement en toute situation, surtout avant chaque cérémonie religieuse traditionnelle.

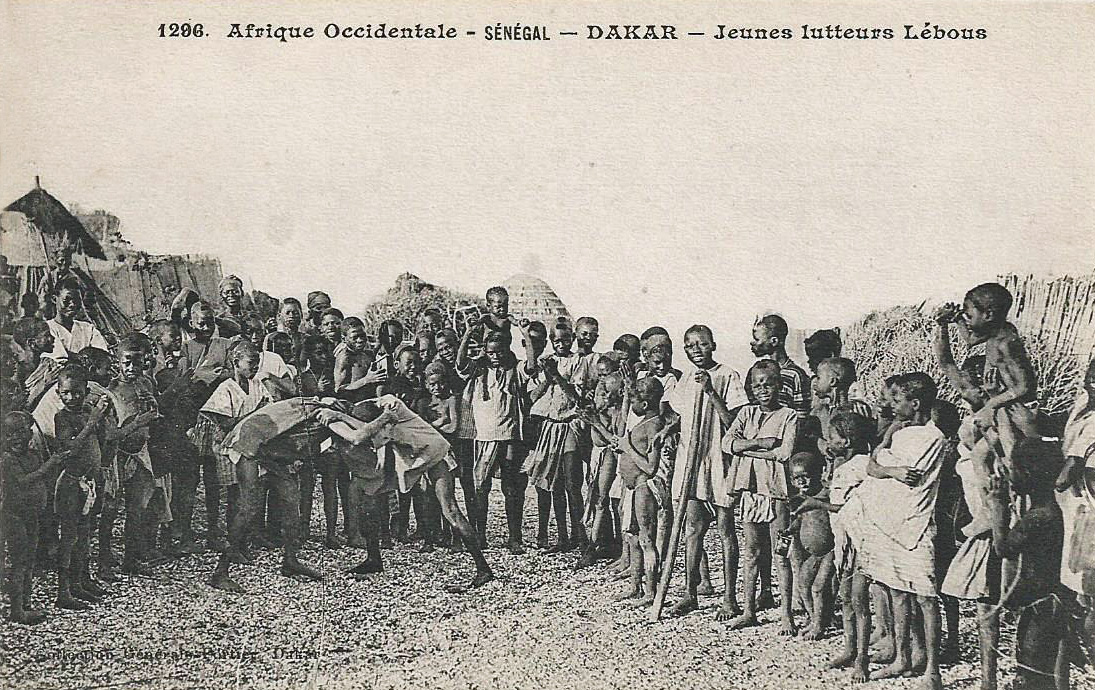
Jeunes lutteurs lébous à Dakar (AOF).

Chaque famille a également, selon son patronymes, un animal totem, en vertu du principe d'harmonie entre l'homme et la création Divine. Plus anciennement, les fêtes religieuses agraires étaient l'occasion de compétitions de lutte, auxquelles toute la communauté venait assister. Les cérémonies en hommage aux tuur sont appelées tuuru ; elles donnent lieu à de grandes festivités, sacrifices, prières. Cette religion traditionnelle wolof que les lébous ont plus ou moins conservée, est un héritage de celle des sérères.
Auparavant de religion traditionnelle, les lébous se sont convertis à l'islam entre le XVIIe siècle et la fin du XXe siècle. Ils y ont été convertis par les musulmans de la province du Diambour au Cayor, venus s'installer sur la presqu'île, et les commerçants maures.
Ils adhèrent pour la plupart à la confrérie musulmane soufie layène, qui est bien implantée à Yoff – aujourd'hui une commune d'arrondissement de Dakar – et dont le fondateur est Seydina Limamou Laye. Il voit le jour à Yoff en l'an 1261 de l'hégire (1843) sous le nom de Limamou Thiaw, fils de Alassane Thiaw.
et de Coumbadoye   surnommée Coumba diaguatta (diaguata comme sociable) au beau milieu d'un paganisme triomphant qui déployait ses activités sous le regard impuissant d'un Islam superficiellement assumé. Il était un pêcheur comme tous les lébous et pratiquait l'agriculture aussi. Son enfance se déroula sans incident majeurnonobstant,nt il ne manqua guère d'attirer l'attention de son entourage par son comportement sociable, sa promtitude à rendre service, ses qualités morales, sa piété, son amour de la propreté, son sens de l'hospitalité...
À l'âge de quarante ans, il perdit sa mère, ce qui le frappa le 27 du mois lunéaire Rajab. Après trois jours de mutisme et d'isolement, il lança son appel à Dieu ce dimanche matin 1er du mois de Chaban 1301 (24 mai 1883) aux hommes (Nitt en wolof) et aux jins (jinns en wolofs) en disant lui-même qu'il est l'envoyé de Dieu et n'est autre prophète que Mahomet. Il dit qu'il est revenu d'entre les morts et est le mahdi, le prophète tant attendu à la fin des temps (Moudiouck diamono) en wolof (Ahiru jaman) en arabe. Il les appelle à pratiquer l'islam à la modestie aux bonnes pratiques et surtout à la socialisation. Ainsi son audience croissante lui vaut, en 1886, un exil à Nguédiagua, en Malika pour trois jours et à Gorée pendant trois mois.
Des témoignages oraux affirment que l' homme n'a jamais été photographié. C'est-à-dire qu'une fois pris en photo rien n'apparaissait comme le prophète Mahomet.
Cette communauté basée, pour l'essentiel à Dakar, a pour capitale Yoff. Un des éléments d'originalité de cette branche islamique est le renoncement volontiers aux patronymes habituels au profit d'un nom commun (Allah Lahi), Dieu en français, devenu par déformation (Laay) .
Beaucoup de lébous de la Petite-Côte, Bargny et de Rufisque, appartiennent à la confrérie des tidjanes. Il y a également des lébous qui appartiennent aussi à la confrérie des mourides et aussi de la Xadriya.

## Activités
Traditionnellement pêcheurs, les Lebous dominent encore l'industrie nationale de la pêche. Toutefois, ayant été les habitants d'origine de la presqu'île du Cap-Vert, ils y possèdent beaucoup de terres et sont nombreux à être devenus propriétaires fonciers. Traditionnellement, ils allaient en mer durant plusieurs semaines, à bord de leurs pirogues appelées gaal en wolof. Certains voient d'ailleurs dans ce mot une origine de Sénégal. Certains Lébous pratiquent aussi l'élevage et l'agriculture.

## Personnalités lébous

### Personnalités politiques
- Blaise Diagne (1872-1934), député du Sénégal, sous-secrétaire d'État français aux colonies
- Amadou Assane Ndoye (1890-1974), homme politique, député
- Abdoulaye Sadji (1910–1961), écrivain
- Urbain Diagne (1922-2010), maire de Gorée, commandant-adjoint du Prytannée Militaire Charles N'Tchoréré (Saint-Louis du Sénégal)
- Serigne Lamine Diop (1935-2008), ministre du Sénégal
- Mamadou Diop (1936-2018), maire de Dakar (1984-2002)
- Alassane Dialy Ndiaye (né en 1942), ancien ministre PS, puis ministre du PDS
- Doudou Ndoye (né en 1944), homme politique
- Abdoulaye Makhtar Diop (né en 1946), ministre du Sénégal (1988) et Grand Serigne de Dakar depuis le 19 mai 2013
- Pape Diop (né en 1954), maire de Dakar (2002-2009)
- Rama Yade (née en 1976), femme politique française née à Ouakam

### Arts et lettres
- Diogal, chanteur et guitariste, né à Ngor, dans la banlieue de Dakar
- Moustapha Ndoye, cinéaste
- Mariama Ndoye, femme de lettres qui a consacré sa thèse à la littérature orale lébou[27]
- Wasis Diop (1950-), musicien
- Djibril Diop Mambéty (1945-1998), cinéaste
- Abdoulaye Sadji (par sa mère), écrivain né à Rufisque
- Djibril Dione, inspecteur de l'enseignement primaire, ancien député, 1er secrétaire général du festival mondial des arts nègres ouakam
- Ousmane Sembène (1923-2007), cinéaste et écrivain
- Abass Ndione écrivain, Habitant de Bargny
- Rahmatou SECK SAMB écrivaine

### Sportifs
- Thierno Youm, footballeur né à Rufisque
- Elhadji Oumar Samb Guèye, Jaraaf de Ouakam, ancien footballeur international[réf. nécessaire]
- Abibou Ndoye, ancien président de la ligue de Karaté de Dakar né à Rufisque
- Malick Fall, nageur international sénégalais de natation, 4 fois Champion d'Afrique avec 29 médailles Africains en 8 ans né à Ngor[réf. nécessaire]
- Cheikh Seck Footballeur international Sénégalais

### Société civile
- Serigne Moussa Seck 1918-1991 (BARGNY), grand érudit Lébou, spécialiste en Histoire d'héritage dans la famille musulmane, Mouhadame Malick SY RTA, animateur émission religieuse de la Radio RTS de l'époque
- Issa Samb (Joe Ouakam), petit-fils de Momar Gueye Samba, de Alassane Ndir Samba, artiste peintre, personnalité charismatique, leader d'opinion défenseur de la cause léboue
- Youssou Thiépenda Diop, ancien administrateur civil, Gouverneur et Président du Conseil d'Administration de L'Office National des Anciens Combattants
- Cheikh Amadou Tidiane Ndoye, né à Bargny (ancien gouverneur de Dakar)[réf. nécessaire]